# Noisette
Pour les articles homonymes, voir Noisette (homonymie) et Aveline.

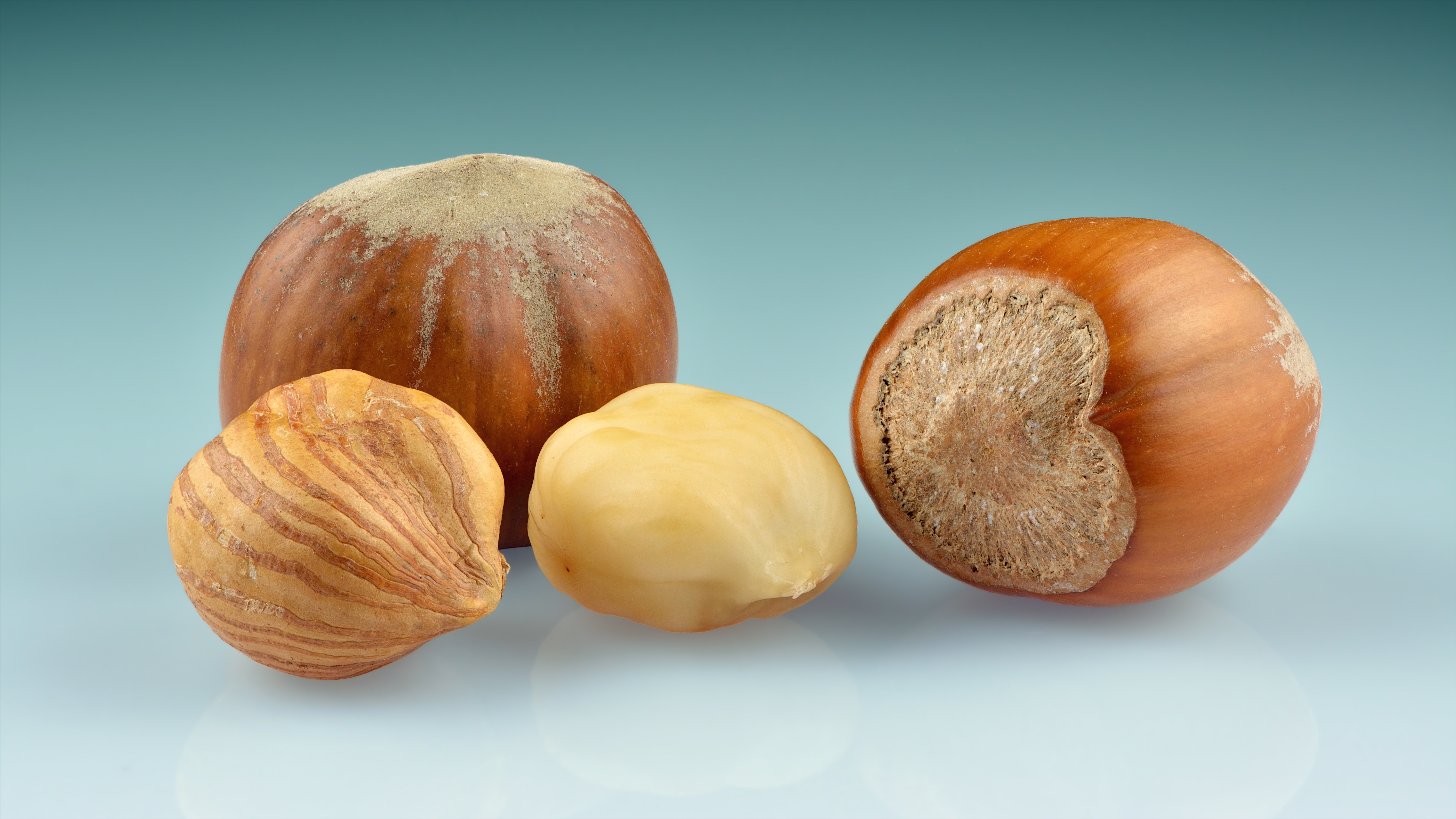
Noisettes mûres (sans involucre) et noisette après décorticage

La noisette est le fruit du noisetier commun (Corylus avellana), ainsi que de diverses espèces voisines du genre Corylus (non étudiées ici).
La noisette commune est une graines oléagineuses riches en acide oléique oméga-9. Elle est intéressante sur le plan nutritionnel par son apport en protéines, en fibres alimentaires, son haut taux potassium/sodium ainsi que par sa richesse en vitamine E et en polyphénols antioxydants.
Comme c’est généralement le cas pour les termes désignant des fruits à coque, le mot noisette peut, suivant le contexte, désigner : 1) le fruit du noisetier en entier, comportant involucre, coque ligneuse et amande ; 2) le fruit débarrassé de son involucre ; 3) puis débarrassé de sa coque, c’est-à-dire l’amande comestible.

## Étymologie
Noisette dérive par suffixation de « noix* » par le suffixe diminutif -ette* ; le terme « noix » vient lui-même du latin nux signifiant « tout fruit à écale et amande », « noix ». Le terme noisette est apparu la première fois vers 1225-1230 dans Le Roman de la Rose.

## Botanique
Sur le plan botanique, la noisette commune (de Corylus avellana) est un fruit à coque qui correspond à un akène doté d’un péricarpe ligneux. Cet akène est appelé botaniquement un nucule. Le péricarpe provient de la sclérification d'une seule loge de l'ovaire, l'autre ayant avorté. Il constitue la coque appelée quelquefois, par erreur, « écale ». Ce nucule renferme une seule graine (l'amande) qui occupe normalement toute la cavité interne du péricarpe.
|                           |                                              |                    |
| Fruit du noisetier commun |                                              |                    |
| Akène nucule              | involucre, foliacé                           | involucre, foliacé |
| Akène nucule              | péricarpe ligneux, indéhiscent, « coquille » |                    |
| Akène nucule              | 1 graine oléagineuse, l’amande comestible    |                    |

L'amande, constituée de deux cotylédons charnus riches en matières grasses, est recouverte d'un tégument jaunâtre qui brunit et s'épaissit en vieillissant.
Ce fruit, de forme ovoïde ou subglobuleuse et apiculé (apex au sommet duquel persistent les restes du style et des stigmates), peut atteindre de un à trois centimètres de long et deux centimètres de diamètre (certaines grosses variétés arrondies, rares, peuvent avoir trois centimètres de diamètre) ; il est protégé avant maturité complète par une enveloppe de forme tubulaire, l’involucre, d’aspect foliacé et divisée en lobes irréguliers à son extrémité. Cet involucre est formé de bractées florales accrescentes et concrescentes. Il est plus ou moins enveloppant selon l'espèce et les variétés (certaines variétés montrent presque la moitié de la noisette, d'autres la cachent très largement). Chez certaines espèces, il est hérissé de gros poils trapus, voire piquants, une fois secs.
Les noisettes sont généralement groupées avec leurs involucres en petites grappes appelées « trochets » formées de deux ou trois fruits (parfois jusqu'à cinq ou six pour certaines espèces). Peu avant la maturité du fruit, l’involucre s’assèche et s’ouvre à une extrémité, exposant le péricarpe à l’air où il va durcir et se colorer, pendant que la graine se concentre en sucres, en huile et en minéraux. Cette maturation a lieu en automne, et la cueillette (par l’homme, mais aussi très prisée par de nombreux animaux à cause de ses valeurs nutritives) peut avoir lieu entre la fin du mois d’août et en septembre, lorsque les trochets se détachent facilement des branches.
Une fois séché, l’involucre se détache facilement de la coque dure. Il est nécessaire de l'enlever pour conserver l’amande durant des mois, car il risque de moisir. Le stockage des noisettes se fait au frais dans un local aéré à l'abri des rongeurs, qui en sont friands.

## Composition et valeurs nutritionnelles

### Macronutriments
- Si vous ne connaissez pas le sujet, laissez ce bandeau (vous pouvez alors contacter les auteurs).
- Si vous supprimez le contenu mis en cause (vous pouvez préalablement contacter les auteurs),

argumentez précisément cette suppression dans la page de discussion
(un manque de référence n'est pas un argument ; une recherche réelle de référence doit avoir été effectuée, être formellement documentée).
La noisette est un fruit très riche en lipides.
Selon les moyennes de la table Ciqual publiée par l’anses (voir tableau ci-contre), elle est riche en acides gras monoinsaturés (45,7 g/100 g = 72,5 % des lipides), constitué d’acide oléique (C18:1 cis-9, oméga-9), le constituant principal de l’huile d’olive. La noisette est un des oléagineux les plus riches en oméga-9. Sa fraction lipide est proche de celle de l’huile d’olive.
Par contre, les acides gras polyinsaturés ne s’élèvent qu’à 7,92 g/100 g, ce qui est cinq fois moins que dans la noix (43,6 g/100 g). Ces polyinsaturés de la noisette sont composés essentiellement d’acide linoléique oméga-6 mais pratiquement pas d’acide α-linolénique oméga-3.
La composition nutritionnelle des noisettes varie en fonction des variétés, des conditions environnementales et de la technique culturale des noisetiers. Différentes études publiées en Turquie (le premier producteur mondial), Italie, Espagne ou États-Unis donnent des résultats parfois éloignés des moyennes données par la table Ciqual. Par exemple, l’étude de Köksal et al. (2006), portant sur (16-)17 variétés de noisetiers turques, trouve un contenu en lipide total pouvant aller de 56 % à 68 % (x %=x g/100 g). L’acide oléique (monoinsaturé C18:1 ω9) majoritaire pour toutes les variétés, représente entre 74 % de la totalité des lipides à 83 %. Alors que la table Ciqual avec 72,5 % est en dessous des valeurs les plus faibles, loin derrière la variété ‘Mincane’ qui a 82,8 % d’acide oléique.
L’acide linoléique (C18:2 ω6) est le deuxième acide gras en abondance, loin devant l’acide α-linolénique (C18 :3 ω3) qui est en très faible quantité. Cet acide oméga-6 est d’abord prédominant dans les premiers stades de formation du fruit tandis qu’avec la maturation, l’acide oléique et les constituants antioxydants deviennent dominants. Toutes les mesures de Ciqual se trouvent en bas, voire en-dessous, de la fourchette de Köksal et al. L’étude de Bonvehi et al (1993) portant sur des variétés cultivées en Catalogne confirme ces observations. Nous pouvons donc noter les moyennes effectuées sur les 16 variétés turques :
| Moyennes des contenus en acides gras de 16 variétés de noisetiers turques (les acide gras en % des lipides totaux) | Moyennes des contenus en acides gras de 16 variétés de noisetiers turques (les acide gras en % des lipides totaux) | Moyennes des contenus en acides gras de 16 variétés de noisetiers turques (les acide gras en % des lipides totaux) | Moyennes des contenus en acides gras de 16 variétés de noisetiers turques (les acide gras en % des lipides totaux) | Moyennes des contenus en acides gras de 16 variétés de noisetiers turques (les acide gras en % des lipides totaux) | Moyennes des contenus en acides gras de 16 variétés de noisetiers turques (les acide gras en % des lipides totaux) |
| Lipide (%) | Palmitique C16:0                                                                                                   | Stéarique C18:0 | Oléique C18:1 | Linoléique C18:2                                                                                                   | α-linolénique C18:3                                                                                                |
| --- | --- | --- | --- | --- | --- |
| 61,66 | 5,36 | 1,80 | 79,4 | 13,0 | 0,062 |

Si on ramène les valeurs des acides gras en g pour 100 g de noisette (comme dans la table Ciqual), là aussi, on obtient pour l’acide oléique 44,1 g/100 g pour la variété ‘Cavcava’ et 53,4 g/100 g pour la variété ‘Karafinik’, ce qui place les 45,7 g/100 g de Ciqual dans la partie inférieure de l’intervalle.
Toutefois, il faut prendre aussi en considération les exigences des industriels de l’agroalimentaire qui recherchent des produits stables, ne risquant pas de rancir. Pour obtenir des durées de conservation des noisettes plus grandes, il faut sélectionner des variétés pauvres en acide linoléique et riches en constituants antioxydants, comme l’étude de Bonvehi et al. l’a établi. Ainsi, les variétés ‘Culpà’ et ‘Morell’, les moins concentrées en acide linoléique sont les plus résistantes au rancissement chimique. La corrélation entre l’acide linoléique et la stabilité est bonne. Les oméga-6 (de l’acide linoléique) trop abondants dans l'alimentation occidentale (par rapport aux oméga-3) doivent donc être limités tant pour des raisons nutritives qu'industrielles.
Les noisettes sont aussi une bonne source de protéines (14 %) (entre 12 % et 21 % selon les variétés). Les protéines sont constituées principalement d’acides aminés non essentiels. Les deux acides aminés les plus importants de la noisette sont l’acide glutamique suivi par l’acide aspartique. La variété ‘Mincane’, particulièrement riche en protéines (20 %) a la plus forte teneur en acide glutamique (3 475 mg/100g). Les deux principaux acides aminés essentiels sont l’arginine et la leucine.

### Micronutriments
Selon la table Ciqual, l’apport en vitamine E (constituée essentiellement de quatre tocophérols) est de 5,65 mg/100 g. Pour Köksal et al., en moyenne sur les 16 variétés turques, la concentration en tocophérol total est de 26,5 mg/100 g. Dans la noisette l’α-tocophérol est très majoritaire (93 % par rapport au total des α-, γ- et δ-tocophérol). Les noisettes sont aussi une source de vitamine B9 (acide folique), en moyenne de 129 µg/100 g.
La composition minérale des noisettes peut être très variable. Elle dépend non seulement de la variété, mais aussi des conditions de culture, du sol et de la situation géographique. Le potassium K est le minéral prédominant. Sa concentration moyenne suivant Ciqual, est de (551 mg/100 g) avec un ratio potassium/sodium élevé. Pour Köksal et al., elle atteint 863 mg/100 g, avec même un maximum de 1 470 mg/100 g pour la variété ‘Çakildak’. Puis viennent le phosphore, le calcium et le magnésium.
La présence de Fe (fer), Zn (zinc) et Cu (cuivre) ainsi que le haut ratio K/Na, font de la noisette un aliment intéressant sur le plan nutritionnel, en particulier pour l’équilibre des électrolytes.
La noisette est une source de fibres alimentaires (environ 10 %).

### Composés phénoliques
Dans le cadre d’une étude comparative du contenu phénolique des amandes de dix fruits à coque du commerce, Yang et al.  ont procédé à une extraction par solvant des composés phytochimiques libres et liés. Ils ont trouvé pour les noisettes de la variété ‘Ennis’ les valeurs suivantes :
| Composés phénoliques et flavonoïdes de la noisette grillée en mg/100 g (Yang et al) | Composés phénoliques et flavonoïdes de la noisette grillée en mg/100 g (Yang et al) | Composés phénoliques et flavonoïdes de la noisette grillée en mg/100 g (Yang et al) | Composés phénoliques et flavonoïdes de la noisette grillée en mg/100 g (Yang et al) | Composés phénoliques et flavonoïdes de la noisette grillée en mg/100 g (Yang et al) | Composés phénoliques et flavonoïdes de la noisette grillée en mg/100 g (Yang et al) |
| ----------------------------------------------------------------------------------- | ----------------------------------------------------------------------------------- | ----------------------------------------------------------------------------------- | ----------------------------------------------------------------------------------- | ----------------------------------------------------------------------------------- | ----------------------------------------------------------------------------------- |
| Composés phénoliques                                                                | Composés phénoliques                                                                | Composés phénoliques                                                                | Flavonoïdes                                                                         | Flavonoïdes                                                                         | Flavonoïdes                                                                         |
| Libres                                                                              | Liées                                                                               | Total                                                                               | Libres                                                                              | Liées                                                                               | Total                                                                               |
| 22                                                                                  | 292                                                                                 | 314,8 ± 47,3                                                                        | 14                                                                                  | 100                                                                                 | 113,7 ± 30,2                                                                        |

La noisette grillée est en septième position pour la concentration en composés phénoliques loin derrière la noix commune et la noix de pécan mais un peu avant l’amande (de Prunus dulcis). La noisette avec 315 mg/100 g a cinq fois moins de phénol total que la noix (1 580 mg/100 g) mais un peu plus que l’amande (213 mg/100 g).
Les noisettes crues contiennent des composés phénoliques, de la classe des flavanols :
| Les flavanols de la noisette crue en mg/100 g (d’après Phenol-Explorer) |                                |                  |                       |                                   |
| (+)-catéchine                                                           | (+)-gallocatéchine 3-O-gallate | (-)-épicatéchine | (-)-épigallocatéchine | (-)-épigallocatéchine 3-O-gallate |
| 1,20                                                                    | 0,40                           | 0,20             | 2,80                  | 1,10                              |

Ces flavanols se retrouvent dans le thé. Ainsi les 2,80 mg/100 g de (-)-épigallocatéchine de la noisette, sont proches du contenu présent dans 100 g d’amande ou dans 100 ml d’infusion de thé oolong en bouteille mais très inférieurs aux 20 mg contenu dans 100 ml d’infusion de thé vert (d’après Phenol-Explorer).
Les noisettes contiennent aussi des phytostérols, principalement du β-sitostérol (1 mg/g d’huile) mais aussi du campestérol et du stigmastérol. Le β-sitostérol est le phytostérol le plus actif pour réduire le cholestérol LDL (le « mauvais cholestérol »).
Le fin tégument couvrant l’amande de la noisette est plus riche en composés phénoliques que le reste de l’amande et manifeste une activité antioxydante plus forte. Les composés phénoliques identifiés sont : les acides gallique, caféique, p-coumarique, férulique et sinapique.
Les mesures du contenu en composés phénoliques, en tanins condensés (des polymères de flavanols), ainsi que des activités antioxydante et antiradicalaire, suggèrent que la peau de noisette est un sous-produit à valeur-ajoutée à utiliser comme antioxydant alimentaire. La fraction de tanins condensés isolés de la peau a la plus forte activité antioxydante (DPPH).
La mesure de l’activité antioxydante totale des dix amandes de fruits à coque de Yang et al a placé la noisette grillée en dernière position avec 7 µmol/g (en micromoles équivalents de vitamine C par gramme d’échantillon), loin derrière la noix (458 µmol/g). On peut toutefois tempérer ce résultat en remarquant que les noisettes grillées ont perdu leur peau et que l’activité antioxydante varie énormément selon la variété, les conditions de cultures, de traitement après récolte et de stockage.
| Noix                                       | Pécan | Cacahouète | Noix de cajou | Noisette | Amande | Activités antioxydantes de 10 fruits à coque |
| Contenu phénolique total (mg/100 g)        |       |            |               |          |        |                                              |
| 1 580                                      | 1 464 | 646        | 316           | 315      | 213    |                                              |
| Contenu flavonoïde total (mg/100 g)        |       |            |               |          |        |                                              |
| 745                                        | 705   | 190        | 64            | 114      | 93     |                                              |
| Activité antioxydante totale (µmol vit. C) |       |            |               |          |        |                                              |
| 458                                        | 427   | 81         | 30            | 7        | 25     |                                              |

## Consommation

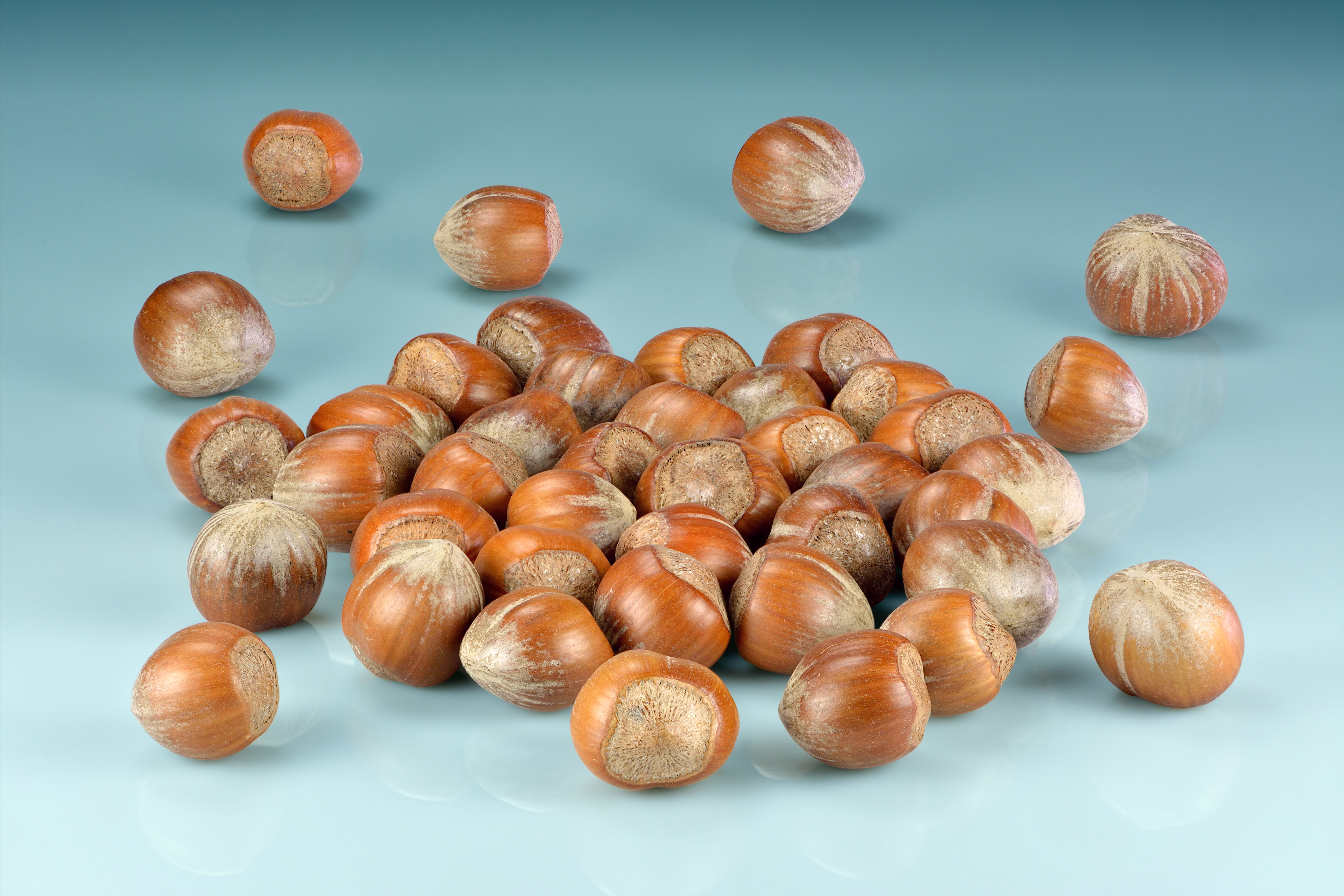
Des noisettes non décortiquées.

Comme tous les fruits à coque, les noisettes peuvent provoquer des réactions allergiques. La réponse allergique dépend fortement de la sensibilité individuelle.

### Consommation directe
La noisette peut être mangée directement, crue. On ouvre les noisettes à l’aide d'un casse-noisettes. Le rendement au cassage, c'est-à-dire le rapport poids d'amandon/coque est d'environ 44 %.
En Provence, elle fait partie des 13 desserts du grand souper de Noël. 

### Utilisations dans l’industrie agroalimentaire
Environ 90 % des noisettes récoltées dans le monde est absorbé par l’industrie agroalimentaire. 

#### Pâtisserie
La noisette est aussi utilisée râpée en poudre, concassée, ou coupée en copeaux, en pâtisserie et confiserie sous diverses formes. On en fait des crèmes, biscuits et gâteaux et elle entre dans la composition de glaces, de nougats, de pralines et surtout, de chocolats (notamment le chocolat italien gianduia). 
Le mélange chocolat/noisette se décline sous forme de pâte à tartiner, avec des pourcentages en noisettes pouvant monter jusqu'à 60%. La préparation industrielle de la pâte à tartiner la plus vendue (Nutella), contient elle 13 % de noisette, 7 % de chocolat et 57,9 % de sucre. Selon son président en Italie, le groupe Ferrero utilise un tiers de la production mondiale de noisettes, notamment pour ses marques Nutella et "Ferrero Rocher".
Le gâteau creusois, spécialité du Limousin, est une pâtisserie aux noisettes. 

#### Autre
On trouve aussi des noisettes avec d’autres fruits secs dans les mélanges céréaliens et les barres nutritives.
On en extrait également une huile comestible mais sujette au rancissement. L’huile de noisette est aussi utilisée en cosmétique ou pour ses propriétés astringente et émollientes.
Au IVe siècle, dans De re coquinaria d’Apicius, plusieurs recettes de sauces froides sont proposées, dans lesquelles figurent les noisettes.

## Propriétés pharmacologiques
Chez l’adulte hypercholestérolémique, une supplémentation de 40 g/jr de noisettes permet de faire baisser la concentration en cholestérol VLDL, en triacylglycérol et en apolipoprotéine B, ainsi qu’augmenter le cholestérol HDL (dit « bon ») de 13 %.
Chez les sujets jeunes et en bonne santé, un régime enrichi en noisettes abaisse le cholestérol total, le cholestérol LDL (dit « mauvais ») et accroît le ratio HDL/LDL ; de plus il accroît le potentiel antioxydant du plasma.

## Production et commercialisation
La Turquie est le premier producteur et exportateur mondial de noisettes. Celles-ci font vivre environ 2 millions de personnes. Elles sont cultivées sur les bords de la mer Noire au nord-est du pays. Des alertes ont été lancées à plusieurs reprises concernant le travail des enfants, puis l'exploitation de réfugiés syriens. La récolte représentait entre 57 % de la production mondiale en 2005 et 67 % en 2017. D'autres pays producteurs et exportateurs au marché mondial de la consommation sont l'Italie, et les États-Unis (État de l'Orégon).
Les dix premiers pays producteurs sont les suivants (données FAO) :
| Pays         | 2011 (tonnes) | 2016 (t) | 2017 (t)  |
| ------------ | ------------- | -------- | --------- |
| Turquie      | 430 000       | 420 000  | 675 000   |
| Italie       | 128 940       | 120 572  | 131 281   |
| États-Unis   | 34 927        | 39 916   | 29 030    |
| Azerbaïdjan  | 32 922        | 33 941   | 43 000    |
| Géorgie      | 31 100        | 29 500   | 21 400    |
| Chine        | 22 000        | 26 087   | 27 044    |
| Iran         | 21 440        | 16 349   | 15 645    |
| Espagne      | 17 579        | 9 510    | 10 485    |
| France       | 7 341         | 11 041   | 10 833    |
| Kirghizistan | 3 689         | 4 659    | 4 872     |
| Monde        | 744 976       | 748 095  | 1 006 178 |

En France, la densité des vergers de noisetiers varie de 333 à 999 arbres à l'hectare. Le rendement est de 1,964 5 t/ha. En Turquie, il est de 1,537 2 t/ha. Les producteurs se répartissent pour 57 % en Aquitaine, 26 % en Midi-Pyrénées et 4 % en Rhône-Alpes.
La principale coopérative de producteurs de noisettes français est la coopérative Unicoque à Cancon, en Lot-et-Garonne qui réunit 250 producteurs. Unicoque est connu sous sa marque Koki. L'Association Nationale des Producteurs de Noisettes (ANPN), est la station de recherche et d'expérimentation de la noisette française.
Les produits reconnus par une appellation d'origine protégée (AOP) ou une indication géographique protégée (IGP) sont :
- Nocciola romana AOP (Italie) ;
- Nocciola del Piemonte / Nocciola Piemonte IGP (Italie) ;
- Nocciola di Giffoni IGP (Italie) ;
- Avellana de Reus AOP (Espagne) ;
- Nuciola di Cervioni IGP[23] (France, Corse).

La France est nette importatrice de noisettes, d'après les douanes françaises. En 2014, le prix moyen à la tonne à l'import était de 6 100 €.

## Galerie photos

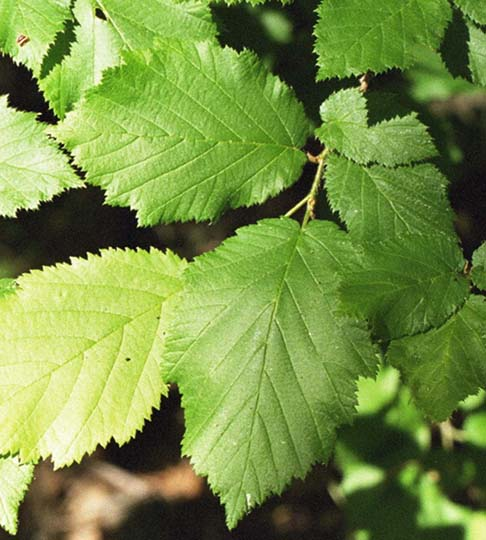
Feuille de Noisetier à long bec.
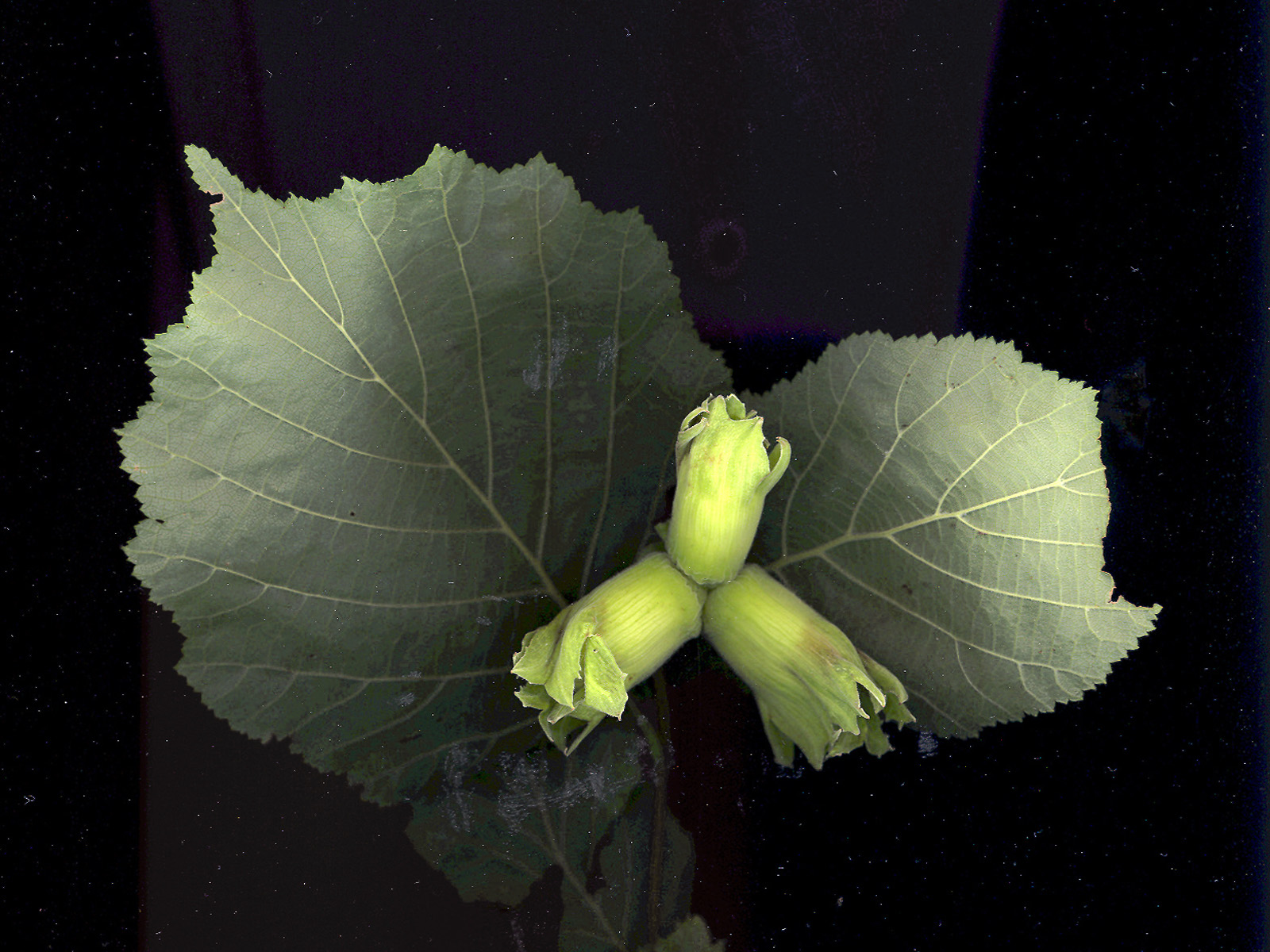
Groupe de trois noisettes jeunes dans leurs involucres.
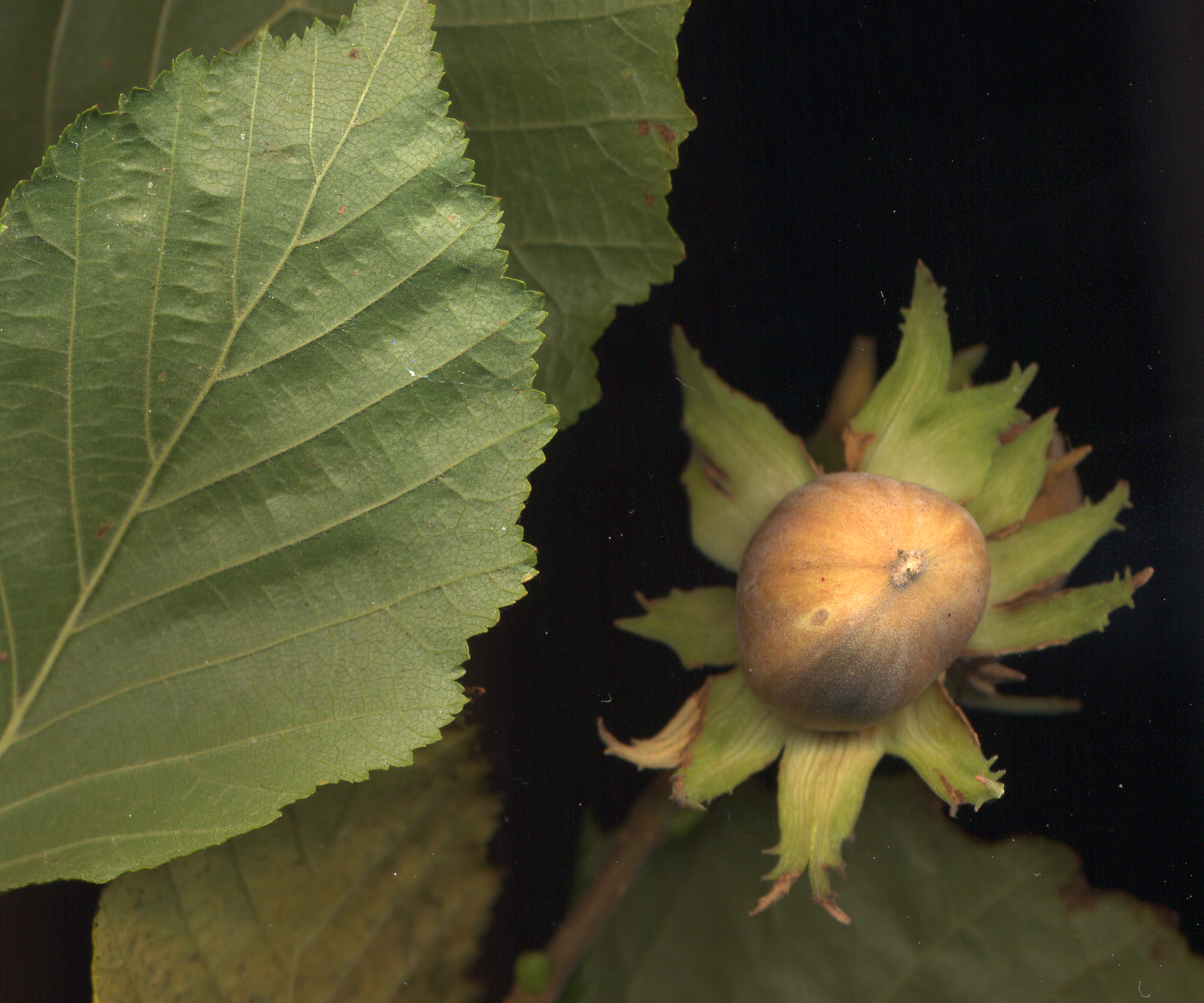
Noisette mûre dans son involucre.
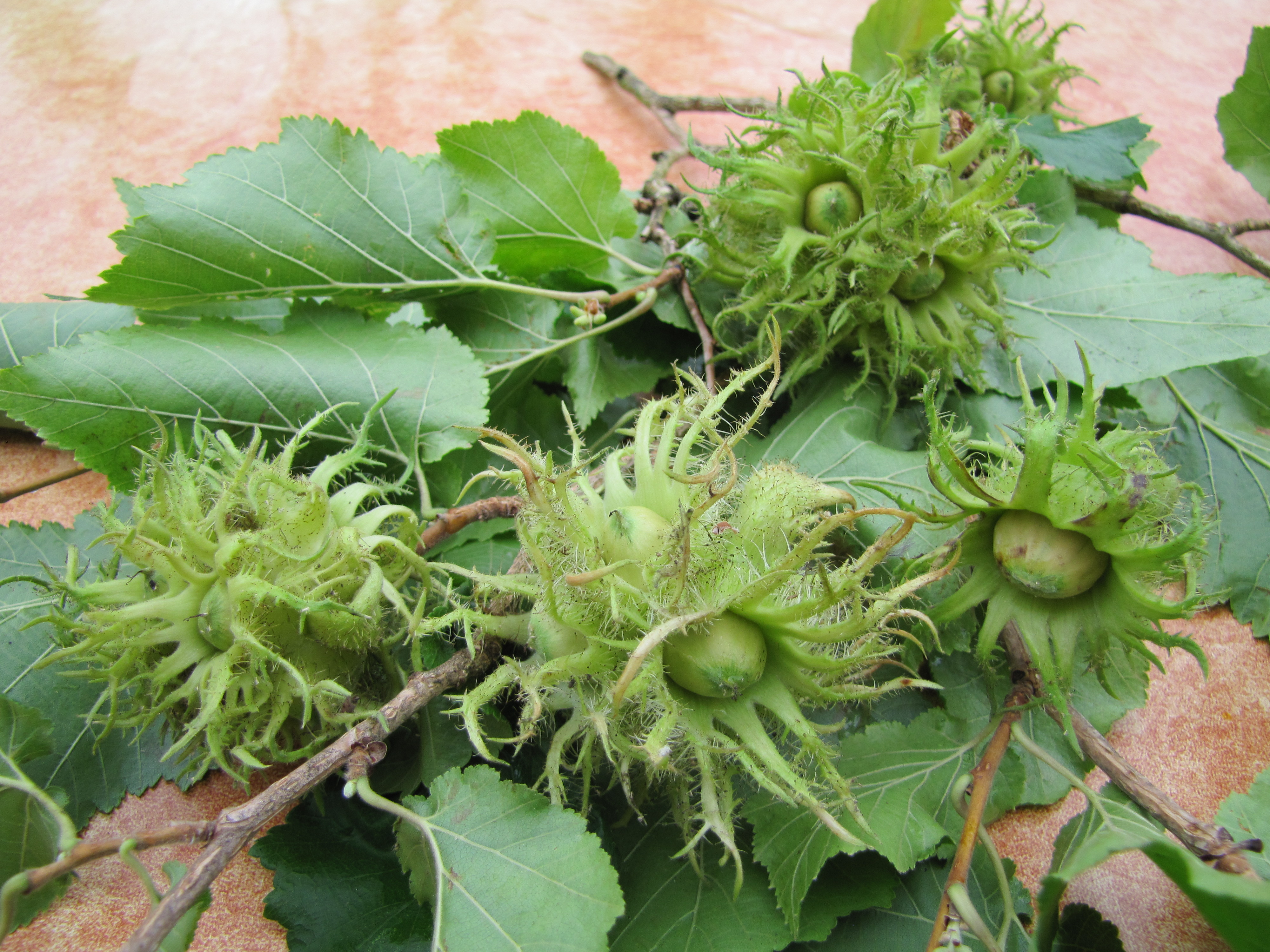
Noisettes de Byzance avec leurs involucres chevelues hirsutes
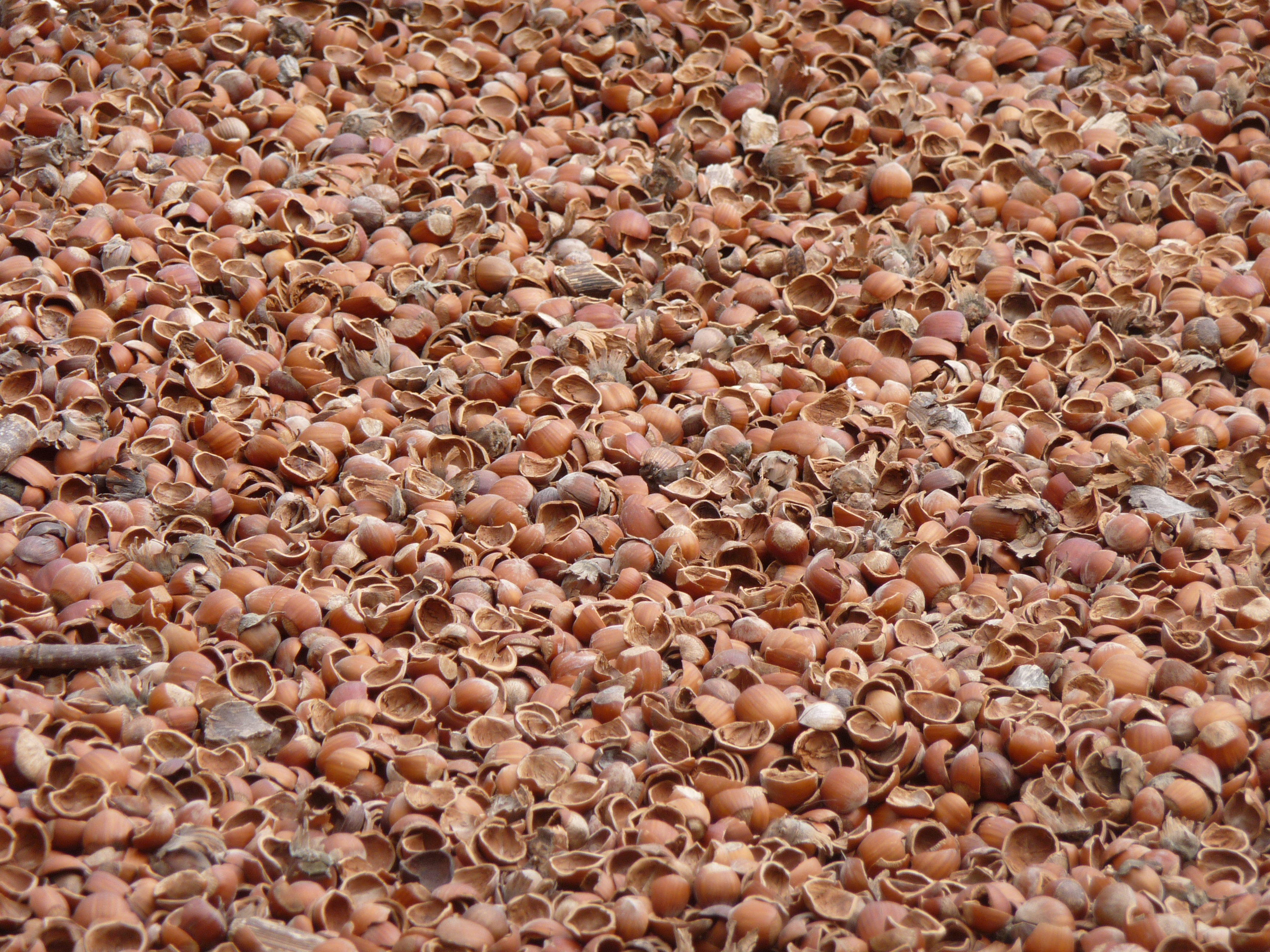
Écales de noisettes.

## Noisette dans la culture
Il existe des métiers traditionnels liés à la culture de la noisette comme la vendeuse de colliers de noisettes (la nocciolaia). Autrefois, ce métier occupait une partie de la population de la vallée Sturla en province de Gênes.
La noisette voit son nom attribué au 22e jour du mois de fructidor du calendrier républicain ou révolutionnaire français, généralement chaque 8 septembre du calendrier grégorien.

Armoiries de Langenlehsten en Allemagne.
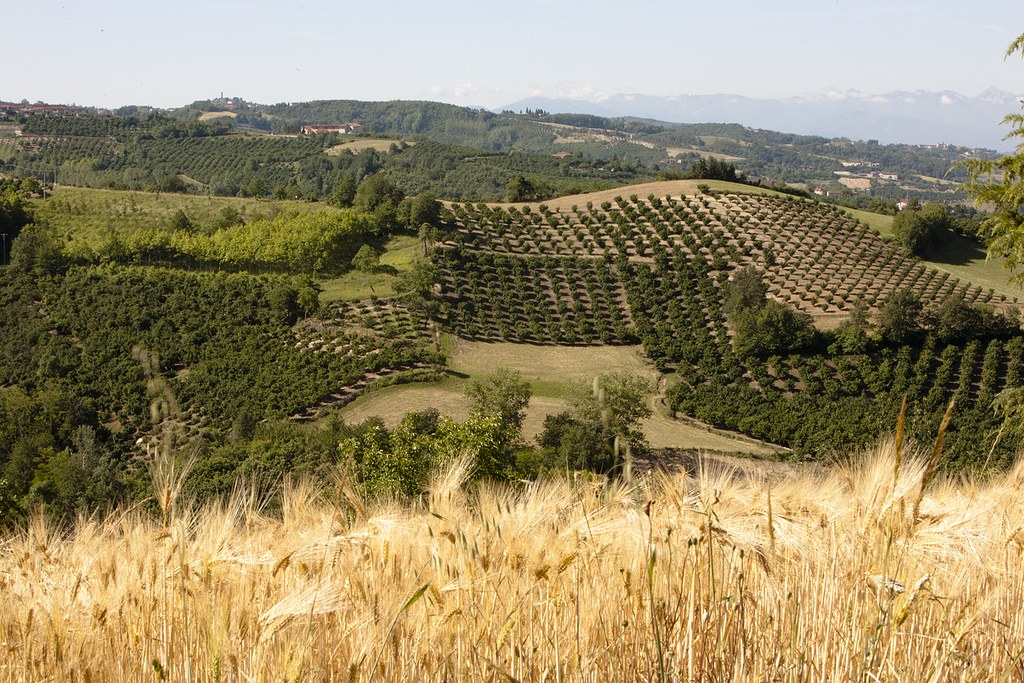
Collines cultivées de noisetiers dans les Langhe (Piémont, Italie).
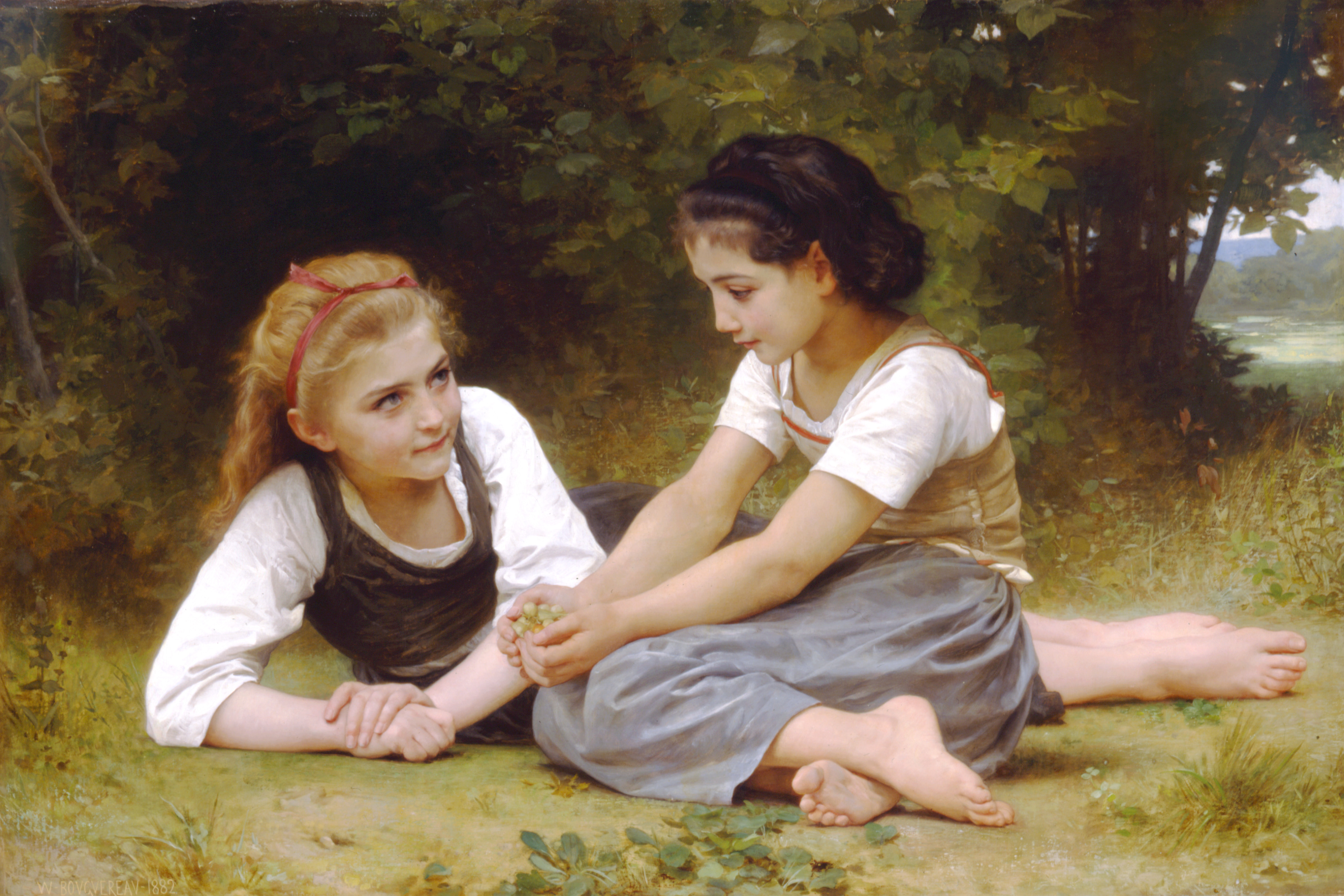
Les Noisettes, de William Bouguereau, 1882
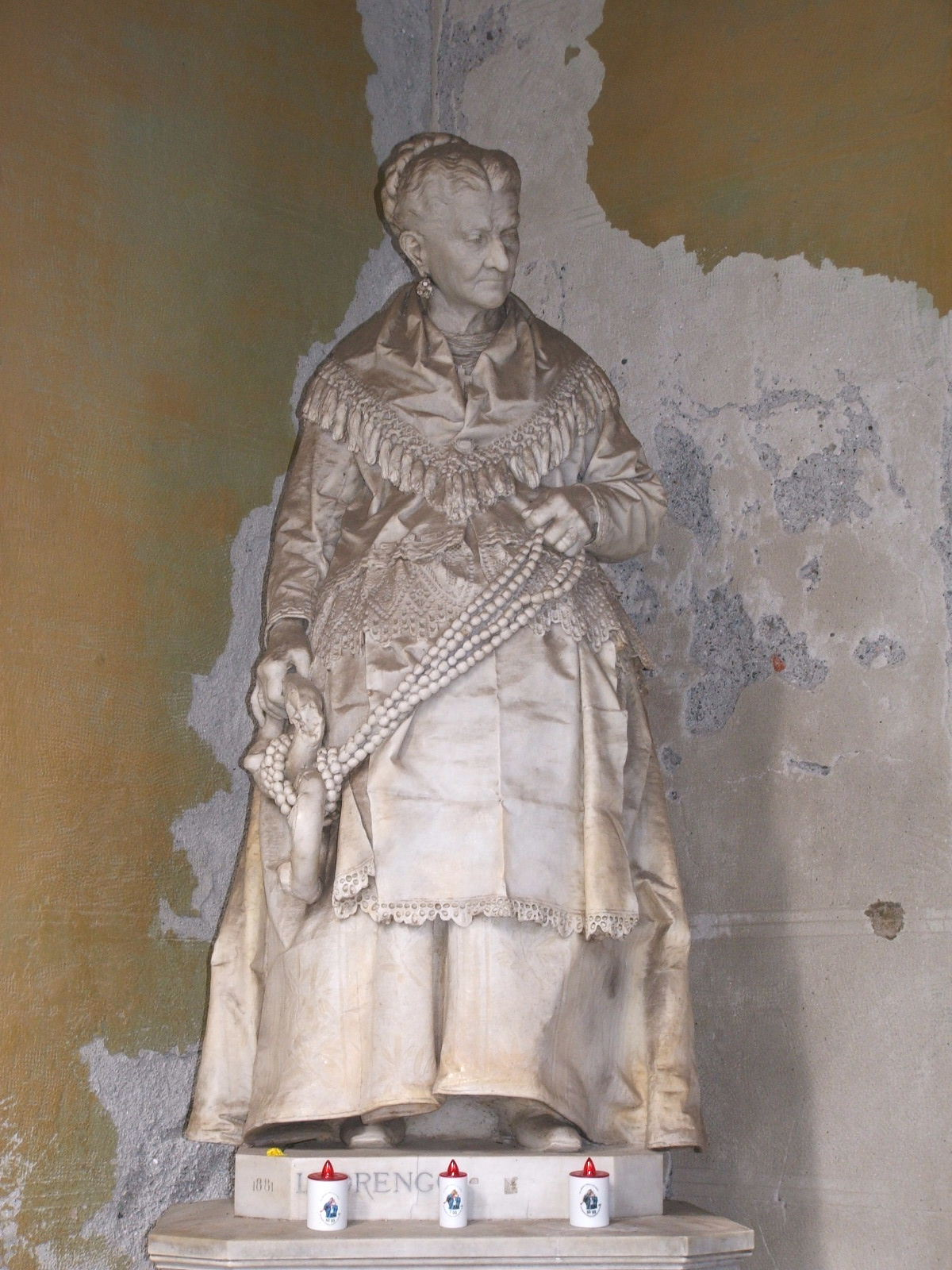
Sculpture de la tombe de Caterina Campodonico, célèbre nocciolaia génoise, au cimetière Staglieno.